# Sindhi (taal)
Sindhi is een Indo-Arische taal, vooral gesproken in de Pakistaanse provincie Sindh, en ook door Sindhi-gemeenschappen in India, door ruim twintig miljoen mensen. De taal is de moedertaal van zo'n veertien procent Pakistani en is daarmee de op twee na meest gesproken taal van Pakistan. De taal wordt in Pakistan erkend als een provinciale taal en in India is de taal erkend als een officiële taal. In Pakistan wordt het in een variant van het Arabische schrift geschreven, in India in het Devanagari schrift.